# Ian Buchanan
Ian Buchanan (°16 juni 1957 in Hamilton, Schotland) is een Schots acteur.
Zijn eerste grote acteerrol in de Verenigde Staten was die van Duke Lavery in de soapserie General Hospital van 1986 tot 1989. Daarna speelde hij van 1990 tot 1991 in Twin Peaks en had hij een rol in een miniserie over de vermeende relatie van Marilyn Monroe en John F. Kennedy.
In 1993 kreeg hij een rol in The Bold and the Beautiful, als dokter James Warwick werd Buchanan zo ook bekend in België en Nederland, in 1998 verliet hij de serie opnieuw. 
In 2001 speelde hij een kleine rol in Days of our Lives, samen met Lesley-Anne Down. 
Hij speelde in 2002 mee in de film Panic Room maar keerde terug naar het soapgenre en ging bij Port Charles als Joshua Temple tot 2003, het einde van de serie. 
Maar er zijn nog zo'n 6 lopende series waar Buchanan niet in verschenen is en zo vervoegde hij in 2005 de cast van All My Children als dokter Gregory Madden.

## Prijzen (gewonnen)
Daytime Emmy Awards
- (1997) Daytime Emmy Outstanding Supporting Actor in a Drama Series voor The Bold and the Beautiful

Soap Opera Digest Awards
- (1999) Soap Opera Digest Award Outstanding Supporting Actor voor The Bold and the Beautiful
- (1988) Soap Opera Digest Award Outstanding Newcomer: Daytime voor General Hospital

## Prijzen (nominatie)
Daytime Emmy Awards
- (1998) Daytime Emmy Outstanding Supporting Actor in a Drama Series voor The Bold and the Beautiful

Soap Opera Digest Awards
- (1989) Soap Opera Digest Award Favorite Super Couple: Daytime voor General Hospital

-Gedeeld met Finola Hughes
- (1989) Soap Opera Digest Award Outstanding Hero: Daytime voor General Hospital
- (1988) Soap Opera Digest Award Favorite Super Couple: Daytime voor General Hospital

-Gedeeld met Finola Hughes